# Лафферті (Огайо)
Лафферті (англ. Lafferty) — переписна місцевість (CDP) в США, в окрузі Бельмонт штату Огайо. Населення — 255 осіб (2020).

## Географія
Лафферті розташоване за координатами 40°7′0″ пн. ш. 81°1′19″ зх. д. / 40.11667° пн. ш. 81.02194° зх. д. (40.116581, -81.022011).  За даними Бюро перепису населення США в 2010 році переписна місцевість мала площу 2,46 км², з яких 2,42 км² — суходіл та 0,04 км² — водойми.

## Демографія
Згідно з переписом 2010 року, у переписній місцевості мешкали 304 особи в 134 домогосподарствах у складі 82 родин. Густота населення становила 124 особи/км².  Було 147 помешкань (60/км²).
Расовий склад населення:
| - 97,0 % — білих - 1,0 % — чорних або афроамериканців - 0,3 % — корінних американців - 0,3 % — азіатів |

До двох чи більше рас належало 1,3 %. Частка іспаномовних становила 1,0 % від усіх жителів.
За віковим діапазоном населення розподілялося таким чином: 21,1 % — особи молодші 18 років, 61,8 % — особи у віці 18—64 років, 17,1 % — особи у віці 65 років та старші. Медіана віку мешканця становила 42,3 року. На 100 осіб жіночої статі у переписній місцевості припадало 97,4 чоловіків;  на 100 жінок у віці від 18 років та старших — 100,0 чоловіків також старших 18 років.
За межею бідності перебувало 37,6 % осіб, у тому числі 0,0 % дітей у віці до 18 років та 0,0 % осіб у віці 65 років та старших.
Цивільне працевлаштоване населення становило 272 особи. Основні галузі зайнятості: роздрібна торгівля — 38,6 %, освіта, охорона здоров'я та соціальна допомога — 14,3 %, мистецтво, розваги та відпочинок — 13,6 %, сільське господарство, лісництво, риболовля — 13,2 %.